# Каськив, Владислав Владимирович
Владислав Владимирович Каськив (укр. Владислав Володимирович Каськів; род. 1 декабря 1973, Мельница-Подольская, Тернопольская область) — украинский политик. Участник Оранжевой революции. Лидер молодёжного движения «Пора!». Народный депутат Украины VI созыва, член фракции «Наша Украина — Народная самооборона» (2007—2012). Глава Государственного агентства по инвестициям и управлению национальными проектам Украины (2010—2014).
С 2020 года — депутат Закарпатского областного совета, избранный от «Оппозиционной платформы — За жизнь».

## Биография
Родился 1 декабря 1973 года в посёлке Мельница-Подольская Тернопольской области. По собственным словам, он родился 28 ноября, но дату рождения записали 1 декабря. Его отец работал журналистом, являлся ответственным секретарём в районной газете. Мать — Валентина, в 2000-е годы некоторое время работала на заработках в Греции. Младший брат — Александр (род. 1984).
По словам Каськива, его воспитывал дед Иван, занимавший должность председателя колхоза. Дед был женат на польке по имени Маня, прошедшей через Освенцим.

### Образование
В 1991 году поступил на исторический факультет Черновицкого государственного университета, откуда его, по собственным словам, отчислили спустя год по политическим соображением, поскольку он являлся главой Буковинского студенческого братства и руководил студенческим забастовочным движением. В 2013 году народный депутат Украины Геннадий Москаль обнародовал пояснительную записку студента второго курса Каськива, которую прислало по его запросу руководство университета, из которой следует, что Каськив был отчислен за пьянство в общежитии. Один из руководителей забастовочного комитета в 1991 году в Черновицкой области Борис Баглей считает, что отчисление «за пьянство» было лишь надуманным поводом. Добавив, что именно Геннадий Москаль, являлся в то время первым заместителем начальника управления МВД в Черновицкой области, и был одним из инициаторов отчисления студентов, причастных к забастовкам.
В 1997 году Каськив окончил исторический факультет Национального педагогического университета имени М. П. Драгоманова, а в 2010 году — Национальную академию государственного управления при Президенте Украины.

### Начало политической деятельности
Начал трудовою деятельность в 1990 году внештатным корреспондентом газеты «Молодий буковинець» в Черновцах. Участвовал в революции на граните в Киеве в 1990 году. Принимал участие в демонтаже памятников коммунистическим деятелям. В 1993 году переехал из Черновцов в Киев.
С 1992 по 1994 год Каськив являлся заместителем директора Центрального союза украинского студенчества, а с 1993 по 1994 год — главой Фонда развития Центрального союза украинского студенчества. В 1994 году стал членом Национального комитета молодёжных организаций.
С 1994 по 1997 год являлся координатором программ международного фонда «Возрождение». В 1995 году стал руководителем организационного комитета Конгресса молодых реформаторов Центральной и Восточной Европы. В 1997 году основал Школу молодых политиков. С 1997 по 1999 год — руководитель Центра развития коммуникаций. Затем, с 1999 по 2004 год находился на должности главы правления общественной организации «Свобода выбора», одновременно являясь координатором коалиции негосударственных организаций «Свобода выбора».
В 2000 году вошёл в состав правления и стал совладельцем ассоциации «Украина — развитие через Интернет». С 2000 по 2001 год — внештатный советник министра экономики Украины Василия Рогового. В 2001 году Каськив вошёл в состав контактной группы Всемирного банка.
Являлся участником акций «Украина без Кучмы», координировал деятельность комитета «За правду». Во время Оранжевой революции 2004 года возглавлял координационный центр гражданской кампании «Пора!». 24 ноября 2004 года Каськив объявил о начале всеукраинской студенческой забастовки с требованием объявления истинных результатов президентских выборов.
В феврале 2005 года Каськив встретился с Президентом США Джорджем Бушем в Брастиславе в ходе его встречи с представителями демократических организаций. Буш тогда поддержал лозунг «Поры» о том, что «свобода не может остановиться на границах Украины», добавив, что следующим объектом для такой инициативы может стать поддержка демократических выборов в Молдавии. Кроме того, на встрече с Бушем Каськив поднял вопрос разворачивания деятельности «Поры» на территории Белоруссии и включил Азербайджан в число стран, для которых «процесс демократизации актуален и которые могли бы использовать пример Украины в своих интересах».
С апреля по декабрь 2005 год Каськив являлся штатным, а с декабря 2005 по октябрь 2006 года — внештатным советником Президента Украины Виктора Ющенко. В июне 2005 года Ющенко назначил Каськива руководителем рабочей группы по вопросам стратегического планирования и координации привлечения международной технической помощи. Кроме того, в 2005 году он стал членом наблюдательного совета Международного центра перспективных исследований. С 2006 по 2007 год — консультант «Проффит консалтинг групп». В 2007 году стал руководителем Института политического развития.
В марте 2006 года правоохранительные органы Республики Беларусь во время проведения президентских выборов не впустили в страну Каськива и ряд украинских журналистов. Полковник отдела борьбы с терроризмом КГБ Белоруссии Жарский пояснил, что Каськив является «нежелательным гостем в Минске». Политик Наталья Витренко назвала целью визита Каськива в соседнее государство «экспорт Оранжевой революции».
Накануне парламентских выборов 2006 года «Пора» из общественной организации была трансформирована в политическую партию, главой политического совета которой стал Каськив. Также он был выдвинут третьим номером в списке блока «Пора — Партия реформы и порядок», не прошедшего в парламент с результатом 1,47 % голосов избирателей. После провала его политической силы Каськив сложил с себя полномочия главы партии «Пора» в мае 2006 года. Однако уже в марте 2007 года Каськив вновь стал председателем партии.

### Народный депутат Украины

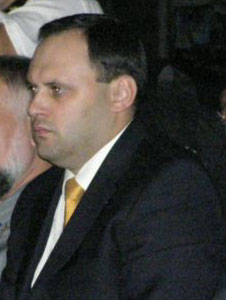
Каськив в 2007 году

Накануне досрочных выборов в Верховную раду 2007 года, соратники Касикива по «Поре» обвинили его в «предательстве партийных идеалов и вступлении в сговор с крупными партиями», в частности с одним из лидеров «Партии регионов» Андреем Клюевым. Конфликт с бывшими соратниками вылился в то, что Каськива на съезде общественной организации «Пора» большинством делегатов был исключён из своего состава. Тем не менее, Каськив был включён в список блока «Наша Украина — Народная самооборона» под № 31 и в итоге был избран народным депутатом Украины. С декабря 2007 по январь 2009 года являлся членом комитета по вопросам государственного строительства и местного самоуправления. С 2008 года — председатель подкомитета по вопросам государственного строительства. В январе 2009 года стал членом комитета по вопросам промышленной и регуляторной политики и предпринимательства. С марта 2011 года — член межфракционного объединения «Молодёжный выбор».
15 мая 2007 года Каськиву было отказано во въезде на территорию Российской Федерацию, куда он прибыл для участия в программе НТВ «К барьеру!» с Владимиром Жириновским, поскольку украинский политик был внесён в число лиц, представлявших угрозу «обороноспособности и безопасности России». После начала войны в Грузии Каськив зарегистрировал законопроект, в котором предложил денонсировать соглашение между Украиной и Российской Федерацией о базировании Черноморского флота РФ в Крыму, а также заявил, что после этой войны «Украина однозначно будет членом НАТО при общественной поддержке, и для этого уже не нужен никакой референдум».
В апреле 2008 года киевское отделение «Поры» выдвинуло Каськива кандидатом на должность городского головы Киева, однако позднее политик снялся с гонки
С 2009 по 2010 год — советник премьер-министра Украины Юлии Тимошенко по вопросам иностранных инвестиций.

### Работа в команде Януковича
После избрания президентом Виктора Януковича, Каськив начал работать с его командой. В августе 2010 года стал руководителем рабочей группы комитета экономических реформ по национальным проектам при Президенте Украины. В сентябре 2010 года Каськив был переизбран главой партии «Пора».

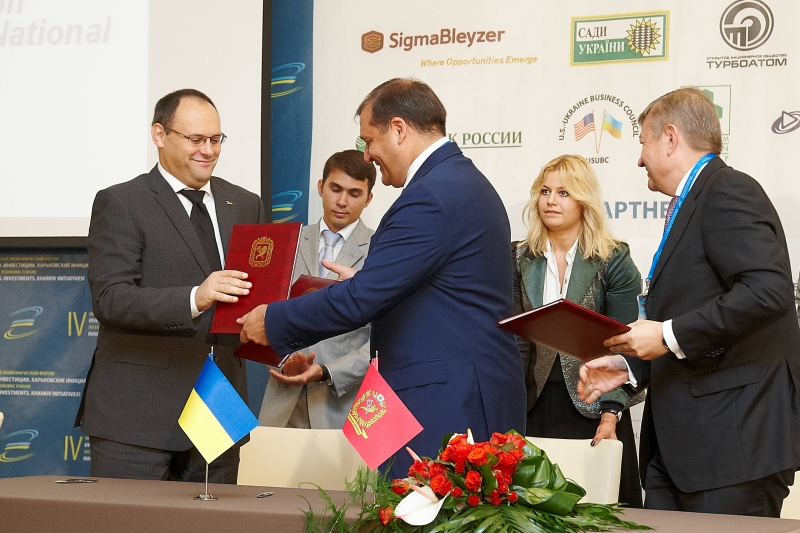
Подписание соглашения о сотрудничестве с губернатором Харьковской области Михаилом Добкиным, 2012 год

В декабре 2010 года возглавил Государственное агентство по инвестициям и управлению национальными проектами Украины. В сентябре 2011 года Каськива исключили из фракции «Нашей Украины» в Верховной раде. 23 февраля 2012 года полномочия Каськива как народного депутата были прекращены.
Одним из самых громких скандалов, во время руководства Каськивым госагентством, стало подписание контракта по управлению консорциумом по строительству LNG-терминала, стоимостью 1,1 миллиард долларов. 26 ноября 2012 года в присутствии премьер-министра Николая Азарова, министра топливно-энергетического комплекса Юрия Бойко и Каськива состоялось подписание соглашение с человеком по имени Джорди Сарда Бонвеи, которого представили как уполномоченное лицо испанской компании Gas Natural Fenosa. Тем не менее, руководство компании сразу опровергло заключение сделки с правительством Украины, отметив, что якобы представлявший Gas Natural Fenosa человек, не является её представителем и не работает в компании. Сам Бонвеи оказался бывшим лыжным инструктором, занимавшим на тот момент времени должность генерального директора украинского филиала компании Grupo Hera, занимающейся утилизацией отходов.
После этого на увольнении Каськива настаивал лидер Коммунистической партии Украины Пётр Симоненко и ряд других депутатов Верховной рады. В Кабинете министров Украины была создана комиссия по расследованию обстоятельств заключение скандальной сделки, по итогам которой Каськив получил выговор, но остался в должности.
Во время Евромайдана польское издание Nowa Europa Wschodnia назвало Каськива ответственным за дискредитацию участников акций протеста. 15 марта 2014 года, после победы Евромайдана, Каськив по собственному желанию уволился из Государственного агентства по инвестициям и управлению национальными проектами.

### Уголовное преследование
После отставки с поста Каськив являлся директором австрийского Ozario Holdings GmbH. Приоритетной деятельностью компании, по словам Каськива, являлись инвестиции в Украину.
В 2015 году Министерство внутренних дел Украины сообщило, что подозревает Каськива в выводе на латвийские счета кипрских компаний 255 миллионов гривен в период, когда он руководил Государственным агентством по инвестициям и управлению национальными проектами. В марте 2016 года Каськив был объявлен в розыск по подозрению в совершении преступлений по части 5 статьи 191 (присвоение, растрата имущества) и части 2 статьи 366 (служебный подлог) Уголовного кодекса Украины. Министр внутренних дел Арсен Аваков заявил, что дело касается заключённого фиктивного соглашения на оказание рекламных услуг с ТОВ «Глория» на 7,5 миллионов гривен.
1 августа 2016 года Каськив был внесён в базу розыска Интерпола. 18 августа 2016 года Генеральный прокурор Украины Юрий Луценко объявил о задержании Каськива в Панаме. Сам Каськив заявил, что не был задержан, а лишь был опрошен панамской миграционной службой про его миграционный статус во время поездки в Коста-Рику. 8 сентября 2016 года Луценко вновь сообщил о задержании Каськива. Задержание политика также подтвердили в Интерполе. Спустя месяц стало известно, что Каськив заплатил залог в размере 600 тысяч долларов и вышел на свободу. Находясь в Панаме, Каськив добивался получения статуса политического беженца, в чём ему было отказано.
В ночь на 1 ноября 2017 года власти Панамы экстрадировали политика на Украину. При этом сам Каськив заявил, что лично обратился в Верховный суд Панамы с просьбой дать согласие на добровольный вылет на родину. Прибыв в Киев, Каськив вышел на свободу, после внесения залога в размере 160 тысяч гривен. В декабре 2017 года суд разрешил подозреваемому выезжать за рубеж.
В мае 2019 года Национальное антикоррупционное бюро Украины пояснило, что так как Каськива экстрадировали из Панамы по другому обвинению (о хищении 7,45 млн гривен во время оплаты внешней рекламы), то привлечение Каськива к ответственности за хищение средств Госинвестпроекта «возможно только с согласия Республики Панама, которая пока не спешит её предоставлять».

### Дальнейшая судьба
На местных выборах 2020 года Каськив был избран депутатом Закарпатского областного совета по Хустскому округу от «Оппозиционной платформы — За жизнь».

## Личная жизнь
В первом браке был женат на Елене Гансяк (с 1996 года), руководившей палаточным лагерем «Поры» во время проведения в Киеве «Евровидении-2005». От первого брака — сын Максим (род. 1996), родившийся в США.
В 2004 году познакомился с журналисткой Татьяной Даниленко, с которой начал встречаться в 2007 году. В 2008 году у них родилась дочь Кристина. В 2011 году Даниленко охарактеризовала помощь Каськива дочери как «символическую»: «это не те средства, на которые ребёнок живёт, — питается, одевается. Нас связывает только справка для выезда Кристины за границу и её фамилия».